# World Series of Poker 1998
 (juillet 2025).
La mise en forme du texte ne suit pas les recommandations de Wikipédia : il faut le « wikifier ».
Les points d'amélioration suivants sont les cas les plus fréquents. Le détail des points à revoir est peut-être précisé sur la page de discussion.
- Les titres sont pré-formatés par le logiciel. Ils ne sont ni en capitales, ni en gras.
- Le texte ne doit pas être écrit en capitales (les noms de famille non plus), ni en gras, ni en italique, ni en « petit »…
- Le gras n'est utilisé que pour surligner le titre de l'article dans l'introduction, une seule fois.
- L'italique est rarement utilisé : mots en langue étrangère, titres d'œuvres, noms de bateaux, etc.
- Les citations ne sont pas en italique mais en corps de texte normal. Elles sont entourées par des guillemets français : « et ».
- Les listes à puces sont à éviter, des paragraphes rédigés étant largement préférés. Les tableaux sont à réserver à la présentation de données structurées (résultats, etc.).
- Les appels de note de bas de page (petits chiffres en exposant, introduits par l'outil «  Source ») sont à placer entre la fin de phrase et le point final[comme ça].
- Les liens internes (vers d'autres articles de Wikipédia) sont à choisir avec parcimonie. Créez des liens vers des articles approfondissant le sujet. Les termes génériques sans rapport avec le sujet sont à éviter, ainsi que les répétitions de liens vers un même terme.
- Les liens externes sont à placer uniquement dans une section « Liens externes », à la fin de l'article. Ces liens sont à choisir avec parcimonie suivant les règles définies. Si un lien sert de source à l'article, son insertion dans le texte est à faire par les notes de bas de page.
- La présentation des références doit suivre les conventions bibliographiques. Il est recommandé d'utiliser les modèles {{Ouvrage}}, {{Chapitre}}, {{Article}}, {{Lien web}} et/ou {{Bibliographie}}. Le mode d'édition visuel peut mettre en forme automatiquement les références.
- Insérer une infobox (cadre d'informations à droite) n'est pas obligatoire pour parachever la mise en page.

Pour une aide détaillée, merci de consulter Aide:Wikification.
Si vous pensez que ces points ont été résolus, vous pouvez retirer ce bandeau et améliorer la mise en forme d'un autre article.
Résultats des World Series of Poker 1998.

## Résultats
| Tournoi                                      | Vainqueur       | Prix     | Finaliste         |
| -------------------------------------------- | --------------- | -------- | ----------------- |
| $2,000 Limit Hold'em                         | Farzad Bonyadi  | $429,940 | Paul Scarim       |
| $1,500 Razz                                  | Doyle Brunson   | $93,000  | Ray Dehkharghani  |
| $1,500 Limit Omaha                           | Michael Shadkin | $109,800 | Jan Lundberg      |
| $1,500 Seven Card Stud                       | Kirk Morrison   | $148,185 | Max Stern         |
| $1,500 Pot Limit Omaha w/Rebuys              | Donnacha O'Dea  | $154,800 | Johnny Chan       |
| $1,500 Seven Card Stud Split                 | Tommy Hufnagle  | $139,305 | Don Holt          |
| $2,000 No Limit Hold'em                      | Jeff Ross       | $259,000 | Layne Flack       |
| $2,000 Omaha Hi-Lo Split                     | Chau Giang      | $150,960 | Carl Bailey       |
| $2,000 Pot Limit Hold'em                     | Daniel Negreanu | $169,460 | Dominic Bourke    |
| $2,500 Seven Card Stud                       | Artie Cobb      | $152,000 | Helmut Koch       |
| $2,500 Pot Limit Omaha w/Rebuys              | T. J. Cloutier  | $136,000 | Doyle Brunson     |
| $2,500 Seven Card Stud Hi-Lo Split           | Bill Gempel     | $120,000 | Hershey Entin     |
| $3,000 Limit Hold'em                         | David Chiu      | $205,200 | Mickey Seagle     |
| $3,000 Omaha Hi-Lo Split                     | Paul Rowe       | $133,200 | James Van Alstyne |
| $3,000 Pot Limit Hold'em                     | Steve Rydel     | $206,400 | Dave Ulliott      |
| $5,000 No Limit Deuce to Seven Draw w/Rebuys | Erik Seidel     | $132,750 | Lamar Wilkinson   |
| $3,000 No Limit Hold'em                      | Ken Buntjer     | $268,620 | Gorden Hall       |
| $5,000 Seven Card Stud                       | Jan Chen        | $208,000 | Don Barton        |
| $5,000 Limit Hold'em                         | Patrick Bruel   | $224,000 | Robert Redman     |
| $1,000 Ladies' Seven Card Stud               | Mendy Commanda  | $40,000  | Jerri Thomas      |

## Table Finale du Main Event
| Place | Nom            | Prix       |
| ----- | -------------- | ---------- |
| 1er   | Scotty Nguyen  | $1,000,000 |
| 2e    | Kevin McBride  | $687,500   |
| 3e    | T. J. Cloutier | $437,500   |
| 4e    | Dewey Weum     | $250,000   |
| 5e    | Lee Salem      | $190,000   |